# Panguipulli
Panguipulli este un oraș și comună din provincia Valdivia, regiunea Los Ríos, Chile, cu o populație de 32.525 locuitori (2012) și o suprafață de 3292,1 km2.